# Blasterjaxx
Blasterjaxx est un duo néerlandais de musique électronique. Il est composé de Thom Jongkind et Idir Makhlaf. Formé en 2010, ils sont connus pour leur présence continue dans le classement des 100 meilleurs DJs au monde publié par le DJ Mag, leur prestations aux festivals Tomorrowland et Ultra Music Festival et l'activité de leur propre label Maxximize Records. Ils produisent et jouent principalement des morceaux aux sonorités big room house et electro house.

## Histoire

### Débuts (2010–2012)
Initialement composé de Thom Jongkind et Leon Vielvoije, Blasterjaxx est formé en 2010 et commence à se produire dans différents clubs et à publier des remixes non officiels (bootlegs). Avec un style qualifié de Dirty Dutch, ils signent un morceau sur le label The Drughouse Recordings, puis un contrat avec le label Defected Records. Malgré des progrès et une base de fans en augmentation, la relation des deux producteurs a commencé à se dégrader et Leon décide de quitter le projet. 
Fin 2011, Idir Makhlaf rejoint le groupe après la proposition de Thom et de son manager. En 2012, le duo fraichement reformé sort son premier EP intitulé Reborn en collaboration avec D-Rashid. Les deux titres Reborn et Where We Go de cet EP atteignent rapidement le Top 20 des ventes du Beatport Top 100.

### Percée internationale et festivals (2013–2014)

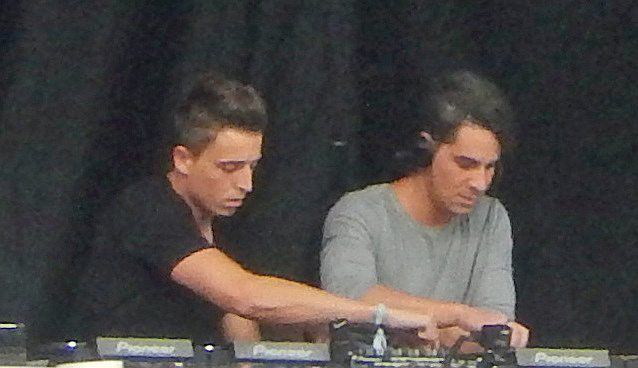
Blasterjaxx lors du Spring Awakening à Chicago, en 2014.

Début 2013, ils sortent le titre Bermuda aux sonorités big room house. Il s'ensuit plusieurs sorties en collaboration avec Dave Till sur Rock Like This signée sur le label de Dimitri Vegas & Like Mike, Smash the House, ou avec Billy The Kid sur le titre Loud and Proud signé sur le label de Tiësto, Musical Freedom. Durant l’été, ils publient un nouvel EP intitulé Koala sorti sur Ones to Watch, label de Laidback Luke, puis le titre Puzzle en collaboration avec Quintino.  En septembre 2013, sort le morceau Faith sur Ultra Records, en collaboration avec la chanteuse allemande Ziya. Le titre atteint le Top 20 des charts de Suède et y reste 27 semaines. Faith est le premier grand succès musical du duo, et leur permet d’acquérir une renommée à l’international. L’année se poursuit avec une collaboration avec Hardwell sur le titre Fifteen, paru sur Revealed Recordings, puis Snake sur Dim Mak et Our Soldiers.  Fin 2013, le duo réalise leur entrée dans le classement Top 100 DJ Mag à la 71e place.
En 2014, Blasterjaxx sort le morceau Mystica sur Revealed Recordings, puis une version vocale de ce même morceau appelée Werewolf, qui atteint les classements sur ITunes et la première place du Top 100 Beatport. L'année 2014 marque surtout leur présence aux plus grands festivals électros au monde, tel que l’Ultra Music Festival à Miami, où ils dévoilent de nombreux morceaux exclusifs comme Echo sorti sur Protocol Recordings, label de Nicky Romero ou Rocket en collaboration avec W&W, sorti sur Revealed Recordings.
En juillet 2014, ils atteignent le seuil du million de fans sur Facebook, et sortent le titre Vision en libre téléchargement pour l'occasion. L’année est aussi riche en remixes, notamment pour les titres Save My Night d'Armin van Buuren, Adagio for Strings de Tiësto ou encore Tsunami de DVBBS et Borgeous. Blasterjaxx reçoit alors des demandes de remix de la part d’Afrojack, Hardwell, Dimitri Vegas & Like Mike, David Guetta et Steve Aoki.
Fin 2014, ils publient You Found Me sur Spinnin' Records, en collaboration avec la chanteuse américaine Courtney Jenaé et débutent l'année 2015 avec le titre Beautiful World avec le duo de hardstyle néerlandais D-Block & S-te-Fan. En 2014, Blasterjaxx sont les 13e meilleurs DJ au monde d’après le classement DJ Mag.

### Mise en retrait d’Idir (2015)
Après une nouvelle prestation sur la mainstage de l’Ultra Music Festival à Miami, Blasterjaxx dévoile de nombreux titres : Ghost in the Machine avec MOTi et le chanteur Jonathan Mendelsohn, Push Play avec Justin Prime, Forever avec Courtney Jenaé, Bowser avec W&W.
L'année 2015 est principalement marquée par le retrait d’Idir des platines, annoncé par un message sur les réseaux sociaux. Idir explique subir des crises de stress et de paniques dues aux tournées et ayant un impact néfaste sur sa santé et décide donc de se retirer des tournées. Thom continue alors seul les prestations et Idir se consacre à la production en studio. En novembre 2015, Blasterjaxx officialise le lancement de leur propre label Maxximize Records avec le titre Heartbreak avec Delaney Jane. De nombreux artistes sortent alors leurs morceaux sur le label, tels que Jewelz and Sparks, Timmy Trumpet et Dannic. En 2015, Blasterjaxx perd 6 places et se trouve 19e du Top 100 DJ Mag.

### Sorties d'EP et diversification (2016–2017)

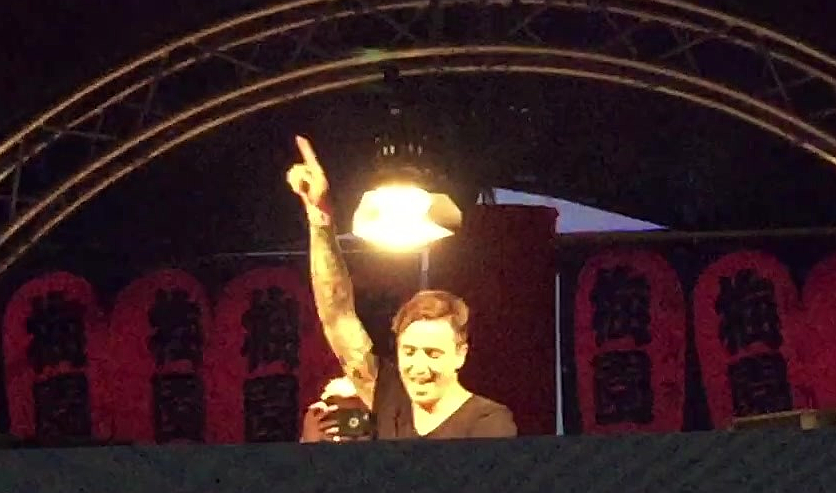
Blasterjaxx lors de l'Airbeat One en Allemagne en 2016.

Début 2016, le duo sort Soldier en collaboration avec le groupe Breathe Carolina, puis The Silmarillia une reprise de Silmarillia du duo trance Carlos. En août, ils publient Hit Me, troisième collaboration avec DBSTF. Il s’ensuit d’une collaboration avec Hardwell sur Going Crazy et du titre solo Big Bird publié sur Maxximize. L'année s'achève en demi-teinte, avec une nouvelle perte de places au classement DJ Mag (43e), mais la sortie de titres (Heart Starts To Beat avec Marnik, puis No Sleep) et remixes officiels pour The Chainsmokers sur Setting Fires ou pour Dimitri Vegas & Like Mike et Diplo sur Hey Baby.
Le début 2017 est marqué par l’annonce d’un nouvel EP de neuf titres intitulé XX-Files, avec notamment les titres Collide avec David Spekter, Black Rose, Revelation avec HALIENE ou More, leur premier titre aux sonorités Future bass, style alors très en vogue. En juin 2017, ils publient une version Festival du XX Files EP avec 7 titres pour les clubs et festivals, en opposition au premier EP qui est formaté aux radios et au streaming. Durant l’été, Blasterjaxx publie un Booster Pack de morceaux gratuits avec IHNI (I Have No Idea) et Malefic, puis Temple et All I Ever Wanted en collaboration avec Tom Swoon.  Blasterjaxx continue de se diversifier en proposant le morceau Future bass Bizarre avec Uhre, puis Narco avec Timmy Trumpet qui cumule plus de 21,5 millions d'écoutes sur Spotify. Fin 2017, ils gagnent 7 places pour remonter à la 36e place du Top 100 DJ Mag.

### Perspective(2018–2019)
Blasterjaxx débute 2018 avec le titre Phoenix, produit avec Olly James et très attendu par les fans depuis leur set à l’Ultra Music Festival de 2015. Ils publient ensuite les titres 1 Second puis Rio, une reprise de Samba de Janeiro de Bellini en 1997. Le duo collabore avec Bassjackers sur un titre Big room intitulé Switch, puis avec Hardwell sur Bigroom Never Dies, explicitant alors leur souhait de retour aux sources, par rapport aux titres Future bass et pop sortis l’an passé. Big Room Never Dies cumule plus de 13 millions de streams sur Spotify. En cette année 2018, Ils perdent une place au classement DJ Mag (37e).
En 2019, Blasterjaxx publie leur premier album studio intitulé Perspective, incluant 22 titres et étant le fruit de 2 ans de travail, puisqu'il a été commencé en 2017. Le premier single de l’album est Super Friends avec le chanteur britannique Jack Wilby, suivi du second single appelé Children of Today. Outre Jack Wilby, l’album contient des collaborations avec les producteurs KEVU, DBSTF, Frontliner et les chanteurs Drew Ryn, Envy Monroe, Ziya, Forester et Josie. Un titre avec le chanteur Example été initialement prévu, mais est finalement annulé peu avant la sortie de l’album. Ils publient aussi les singles Let The Music Take Control avec W&W, Blackout, Monster et Life is Music avec Olly James, qui ne figurent pas sur l'album. Le duo gagne une place et retrouve la 36e position au Top 100 DJ Mag.

### Depuis 2020
En octobre, ils sortent le morceau Legion en collaboration avec le jeu Watch Dogs Legion sorti le même jour par Ubisoft. Lors de l'annonce du classement Top 100 DJ Mag, le duo perd 37 places (70e).

## Discographie

### Albums studio
- 2019 : Perspective

### EP
- 2012 : Reborn (avec D-Rashid)[20]
- 2013 : Koala[21]
- 2017 : XX Files
- 2017 : XX Files (Festival Edition)

### Singles
| Année | Titre                                                     | Date de sortie    |
| ----- | --------------------------------------------------------- | ----------------- |
| 2010  | La Vaca                                                   | 30 septembre 2010 |
| 2010  | Kingston                                                  | 7 octobre 2010    |
| 2010  | Bambu                                                     | 28 octobre 2010   |
| 2010  | Africa                                                    | 9 novembre 2010   |
| 2010  | Like Thiz                                                 | 30 décembre 2010  |
| 2011  | Escucha                                                   | 7 février 2011    |
| 2011  | Blossom                                                   | 26 mai 2011       |
| 2011  | Dopenez Anthem                                            | 1 septembre 2011  |
| 2012  | Toca Flute                                                | 30 janvier 2012   |
| 2012  | Congo Longo (avec Carlos Barbosa)                         | 30 janvier 2012   |
| 2012  | Bomberjack (avec Firebeatz)                               | 2 février 2012    |
| 2012  | Faya                                                      | 12 avril 2012     |
| 2012  | Reborn                                                    | 3 décembre 2012   |
| 2012  | Where We Go                                               | 3 décembre 2012   |
| 2013  | Bermuda                                                   | 26 mars 2013      |
| 2013  | Rock Like This (avec Dave Till)                           | 6 mai 2013        |
| 2013  | Loud & Proud (avec Billy The Kid)                         | 4 juin 2013       |
| 2013  | Puzzle (avec Quintino)                                    | 5 août 2013       |
| 2013  | Koala                                                     | 26 août 2013      |
| 2013  | Faith (feat. Ziya)                                        | 2 septembre 2013  |
| 2013  | Fifteen (avec Hardwell)                                   | 9 septembre 2013  |
| 2013  | That Big (avec Yves V)                                    | 20 septembre 2013 |
| 2013  | Snake                                                     | 15 novembre 2013  |
| 2013  | Our Soldiers                                              | 29 novembre 2013  |
| 2014  | Mystica                                                   | 6 janvier 2014    |
| 2014  | Titan (avec Badd Dimes)                                   | 3 février 2014    |
| 2014  | Mystica (Werewolf) (feat. Ziya)                           | 21 février 2014   |
| 2014  | Astronaut (avec Ibranovski)                               | 3 mars 2014       |
| 2014  | Echo                                                      | 7 avril 2014      |
| 2014  | Rocket (avec W&W)                                         | 21 avril 2014     |
| 2014  | Legend Comes To Life                                      | 14 juillet 2014   |
| 2014  | Vision                                                    | 17 juillet 2014   |
| 2014  | Gravity                                                   | 8 août 2014       |
| 2014  | Lucky Number 13                                           | 4 novembre 2014   |
| 2014  | You Found Me (feat. Courtney Jenae)                       | 12 décembre 2014  |
| 2015  | Beautiful World (avec DBSTF feat. Ryder)                  | 5 janvier 2015    |
| 2015  | No Place Like Home (feat. Rosette)                        | 20 février 2015   |
| 2015  | Push Play (avec Justin Prime)                             | 23 mars 2015      |
| 2015  | Forever (feat. Courtney Jenae)                            | 28 avril 2015     |
| 2015  | Bowser (avec W&W)                                         | 1 juin 2015       |
| 2015  | Ghost in the Machine (avec MOTi feat. Jonathan Mendelson) | 3 juillet 2015    |
| 2015  | Heartbreak (feat. Delaney Jane)                           | 30 novembre 2015  |
| 2016  | Parnassia (avec DBSTF)                                    | 18 janvier 2016   |
| 2016  | Get Ready! (avec Boostedkids) Blasterjaxx Edit            | 23 février 2016   |
| 2016  | Soldier (avec Breathe Carolina)                           | 23 février 2016   |
| 2016  | The Silmarillia                                           | 23 mai 2016       |
| 2016  | Mad Hatter                                                | 7 juillet 2016    |
| 2016  | Hit Me (avec DBSTF feat. Go Comet!)                       | 1 août 2016       |
| 2016  | Going Crazy (avec Hardwell)                               | 29 août 2016      |
| 2016  | Big Bird                                                  | 3 octobre 2016    |
| 2016  | Insanity (avec Dimitri Vegas & Like Mike)                 | 18 octobre 2016   |
| 2016  | Heart Starts To Beat (avec Marnik)                        | 21 novembre 2016  |
| 2016  | No Sleep                                                  | 31 décembre 2016  |
| 2017  | Collide (feat. David Spekter) The XX-Files                | 18 février 2017   |
| 2017  | More (feat. Mister Blonde) The XX-Files                   | 25 février 2017   |
| 2017  | Black Rose (feat. Jonathan Mendelsohn) The XX-Files       | 27 février 2017   |
| 2017  | Savage The XX-Files (Festival Edition)                    | 8 mai 2017        |
| 2017  | Malefic Blasterjaxx Booster Pack                          | 7 juillet 2017    |
| 2017  | IHNI Blasterjaxx Booster Pack                             | 7 juillet 2017    |
| 2017  | Temple                                                    | 17 juillet 2017   |
| 2017  | Roots (avec Crystal Lake) Blasterjaxx Edit                | 14 août 2017      |
| 2017  | All I Ever Wanted (avec Tom Swoon)                        | 1 septembre 2017  |
| 2017  | Bizarre (feat. Uhre)                                      | 6 octobre 2017    |
| 2017  | Flight 49 (avec Wasback & D3FAI) Blasterjaxx Edit         | 30 octobre 2017   |
| 2017  | Narco (avec Timmy Trumpet)                                | 13 novembre 2017  |
| 2017  | Follow                                                    | 15 décembre 2017  |
| 2018  | Phoenix (avec Olly James)                                 | 15 janvier 2018   |
| 2018  | 1 Second                                                  | 26 mars 2018      |
| 2018  | Rio                                                       | 7 mai 2018        |
| 2018  | Switch (avec Bassjackers)                                 | 15 juin 2018      |
| 2018  | Bigroom Never Dies (avec Hardwell)                        | 13 juillet 2018   |
| 2019  | Super Friends (feat. Jack Wilby)                          | 29 mars 2019      |
| 2019  | Children of Today                                         | 19 avril 2019     |
| 2019  | Let The Music Take Control (avec W&W)                     | 17 mai 2019       |
| 2019  | Blackout                                                  | 20 septembre 2019 |
| 2019  | Monster (feat. Junior Funke)                              | 8 novembre 2019   |
| 2019  | Life Is Music (avec Olly James)                           | 13 décembre 2019  |
| 2020  | MTHRFCKR                                                  | 7 février 2020    |
| 2020  | Party All Week (avec JAMEZ)                               | 6 mars 2020       |
| 2020  | Alive (avec ASCO feat. Norah B.)                          | 10 avril 2020     |
| 2020  | Phantasia                                                 | 15 mai 2020       |
| 2020  | Tarzan (avec Armin van Buuren)                            | 12 juin 2020      |
| 2020  | One More Smile (avec Shiah Maisel)                        | 4 septembre 2020  |
| 2020  | Legion                                                    | 29 octobre 2020   |
| 2020  | Rescue Me (feat. Amanda Collis)                           | 6 novembre 2020   |
| 2020  | Wild Ride (feat. Henao)                                   | 13 novembre 2020  |

|-
|new génération
(feat ??)
|juillet 2023
|}

### Remixes
- 2012 : Junior Rodgers feat. Jemell - Touch Your Fire (Blasterjaxx Remix)
- 2012 : Steve Aoki, Angger Dimas, Dimitri Vegas & Like Mike - Phat Brahms (Blasterjaxx Bootleg)
- 2012 : D-Rashid feat. Tyrah Morena - Seu Amigo (Blasterjaxx Remix)
- 2013 : Tom Staar - Kingdom (Blasterjaxx Remix) (Mixmash Records)
- 2013 : Mind Electric - Scream (Blasterjaxx Remix) (Vicious Recordings)
- 2013 : Tiësto - Adagio For Strings (Blasterjaxx Remix)
- 2013 : Tiësto, Quintino & Alvaro - United (Tiësto & Blasterjaxx Remix) (Ultra Music)
- 2013 : Laidback Luke, Dimitri Vegas & Like Mike - More (Blasterjaxx Remix) (Mixmash Records)
- 2013 : DVBBS & Borgeous - Tsunami (Blasterjaxx Remix) (Spinnin' Records)
- 2013 : Quintino & Alvaro - World In Our Hands (Blasterjaxx Remix) (Spinnin' Records)
- 2013 : Afrojack feat. Spree Wilson - The Spark (Blasterjaxx Remix)
- 2013 : Kato & Safri Duo feat. Bjornskov - Dimitto (Let Go) (Blasterjaxx Remix)
- 2013 : Pascal & Pearce feat. Lcnvl - Desperado (Blasterjaxx Remix)
- 2013 : Manuel Galey - Show Me (Blasterjaxx Remix)
- 2013 : Junior Rodgers - Vamos De Rumba (Blasterjaxx Remix)
- 2013 : Tiësto - Adagio for Strings (Blasterjaxx Remix)
- 2013 : Billy The Kit feat. Nathan Duvall - Burn It Down (Blasterjaxx Remix)
- 2013 : Tiësto feat. BT - Love Comes Again (Blasterjaxx Remix)
- 2014 : Armin van Buuren - Save My Night (Blasterjaxx Remix) (Armada Music)
- 2014 : David Guetta feat. Sam Martin - Lovers on the Sun (Blasterjaxx Remix)
- 2014 : Jack Eye Jones - Far East (Blasterjaxx Remix)
- 2014 : Ayu - Feel the Love (Blasterjaxx Instrumental Mix)
- 2015 : Dimitri Vegas & Like Mike feat. Ne-Yo - Higher Place (Blasterjaxx Remix)
- 2016 : The Chainsmokers feat. XYLO - Setting Fires (Blasterjaxx Remix)
- 2016 : Steve Aoki feat. Sherry St. Germain – Heaven on Earth (Blasterjaxx Remix)
- 2016 : Nytrix feat. Dev – Electric Walk (Blasterjaxx Remix)
- 2016 : Tritonal feat. Chris Ramos & Shanahan – This Is Love (Blasterjaxx Remix)
- 2016 : The Chainsmokers, XYLØ - Setting Fires (Blasterjaxx Remix)
- 2017 : Dimitri Vegas & Like Mike vs. Diplo feat. Deb’s Daughter - Hey Baby (Blasterjaxx Remix) (Smash The House)
- 2019 : Armin van Buuren - Lifting You Higher (ASOT 900 Anthem) (Blasterjaxx Remix) (Armada Music)
- 2020 : Armin van Buuren - Million Voices (Blasterjaxx Remix) (Armada Music)